# Chlorotettix sinuosus
Chlorotettix sinuosus är en insektsart som beskrevs av Brown 1933. Chlorotettix sinuosus ingår i släktet Chlorotettix och familjen dvärgstritar. Inga underarter finns listade i Catalogue of Life.